# HK Dynamo Kasan
HK Ak Bars-Dynamo (tatarisch und russisch ХК «Ак Барс—Динамо», bis 2020 HK Dynamo Kasan; russisch ХК «Динамо» Казань) ist ein russischer Bandy-Verein aus der tatarischen Hauptstadt Kasan.

## Geschichte
Der Verein wurde 1958 als HK Raketa Kasan gegründet. 1996 debütierte Raketa in der höchsten Liga der russischen Meisterschaften, wurde 2008 in HK Dynamo Kasan und 2020 in Ak Bars-Dynamo umbenannt. 2011 feierte der Verein den Meistertitel. Darüber hinaus gewann Dynamo 2010 den Bandy World Cup.

## Bekannte Spieler
- Pawel Franz